# Eodorcadion zhaoi
Eodorcadion zhaoi es una especie de escarabajo longicornio perteneciente al género Eodorcadion, categorizada en la tribu Dorcadionini, de la subfamilia Lamiinae. Fue descrita por Danilevsky, Chen y Lin en 2019.
El período de actividad en los ejemplares adultos se presenta durante el mes de octubre.

## Descripción
Mide 18,5-27,6 mm de longitud.

## Distribución
Se distribuye por Asia: en China.